# Doma laukums
Doma laukums (Dompladsen) er den største plads i Vecrīga – Rigas gamle bydel, hovedstaden i Letland, og opfattes som bydelens centrale plads, hvor der ofte foregår forskellige offentlige arrangementer. Pladsen omgives af flere monumentale bygninger opført i det 19.- og 20. århundrede. Den største og nok mest kendte bygning ved pladsen er Riga Domkirke. Bemærkelsesværdig er også den eklektiske bygning indviet i maj 1856, som i dag går under navnet Rigas børs (lettisk: Mākslas muzejs RĪGAS BIRŽA) , men som i tidligere tider rent faktisk rummede Rigas Fondsbørs. Overfor børsbygningen står den i 1922 opførte Komercbanka-bygning, og ved siden af, den i 1940 opførte bygning som dengang rummede Letlands finansministerium, og som fylder et helt kvarter.
Pladsen i byens tidligere mest tætbebyggede område udformedes i 1860'erne, da bygninger langs den tidligere Lielās Mūku iela (Store Munkegade) blev nedrevet for at give bedre adgang til domkirkens nordvestlige indgangsportal. Den 18. marts 1885 navngav man den nyopståede plads for Domes laukums (tysk: Domplatz, russisk: Думская площадь). Den 6. september 1923 fik pladsen officielt det nuværende navn på lettisk.
Pladsens nutidige udseende skabtes i 1936, efter man på foranledning af  Kārlis Ulmanis nedrev nogle bygninger i den nordlige og nordøstlige del af pladsen. Den nyskabte plads fik den 12. maj 1937 navnet 15. maija laukums (15. Maj-pladsen) efter datoen for Ulmanis' statskup i 1934. Efter Sovjetunionen i 1940 besatte Letland, forenede man begge pladser den 23, juli 1940 under navnet 17. jūnija laukums (17. Juni-pladsen). Under den nazi-tyske besættelse af Letland i 2. verdenskrig adskiltes pladserne igen under navnene Domplatz og Albert-von-Buxhoevden-Platz, men allerede den 16. april 1942 forenedes pladserne igen under navnet Domplatz. Efter krigen fik pladsen atter navnet 17. jūnija laukums, men den 20. november 1987 fik pladsen sit nuværende navn tilbage.